# Glenstrup Sogn
Glenstrup Sogn er et sogn i Hobro-Mariager Provsti (Århus Stift).
Glenstrup Sogn hørte til Nørhald Herred i Randers Amt. Glenstrup sognekommune blev ved kommunalreformen i 1970 indlemmet i Hobro Kommune, som ved strukturreformen i 2007 indgik i Mariagerfjord Kommune.
I Glenstrup Sogn ligger Glenstrup Kirke.
I sognet findes følgende autoriserede stednavne:
- Glenshøj (areal)
- Glenstrup (bebyggelse, ejerlav)
- Glenstrup Sø (vandareal)
- Gråkær (areal, ejerlav)
- Gundestrup (bebyggelse, ejerlav)
- Handest (bebyggelse, ejerlav)
- Holmgård (bebyggelse, ejerlav)
- Holmgård Mark (bebyggelse)
- Husum Gårde (bebyggelse, ejerlav)
- Ilderhuse (bebyggelse)
- Karlby (bebyggelse, ejerlav)
- Strølæget (bebyggelse)